# Орозеи
Орозеи (итал. Orosei) — коммуна в Италии, располагается в регионе Сардиния, подчиняется административному центру Нуоро.
Население составляет 6148 человек (на 2004 г.), плотность населения составляет 64,91 чел./км². Занимает площадь 90,43 км². Почтовый индекс — 8028. Телефонный код — 0784.
Покровителем населённого пункта считается святой апостол Иаков. Праздник ежегодно празднуется 25 июля.